# پاپیه ماشه
خمیر کاغذی یا پاپیه ماشه (به فرانسوی: papier-mâché) (به معنای کاغذْجویده یا کاغذِ جویده‌شده) یکی از صنایع دستی است. پاپیه ماشه موادی ترکیبی از تکه‌های کاغذ یا خمیر کاغذ است، که گاهی با پارچه‌ها توسط ماده‌ای چسباننده تقویت (و مستحکم) می‌شود.

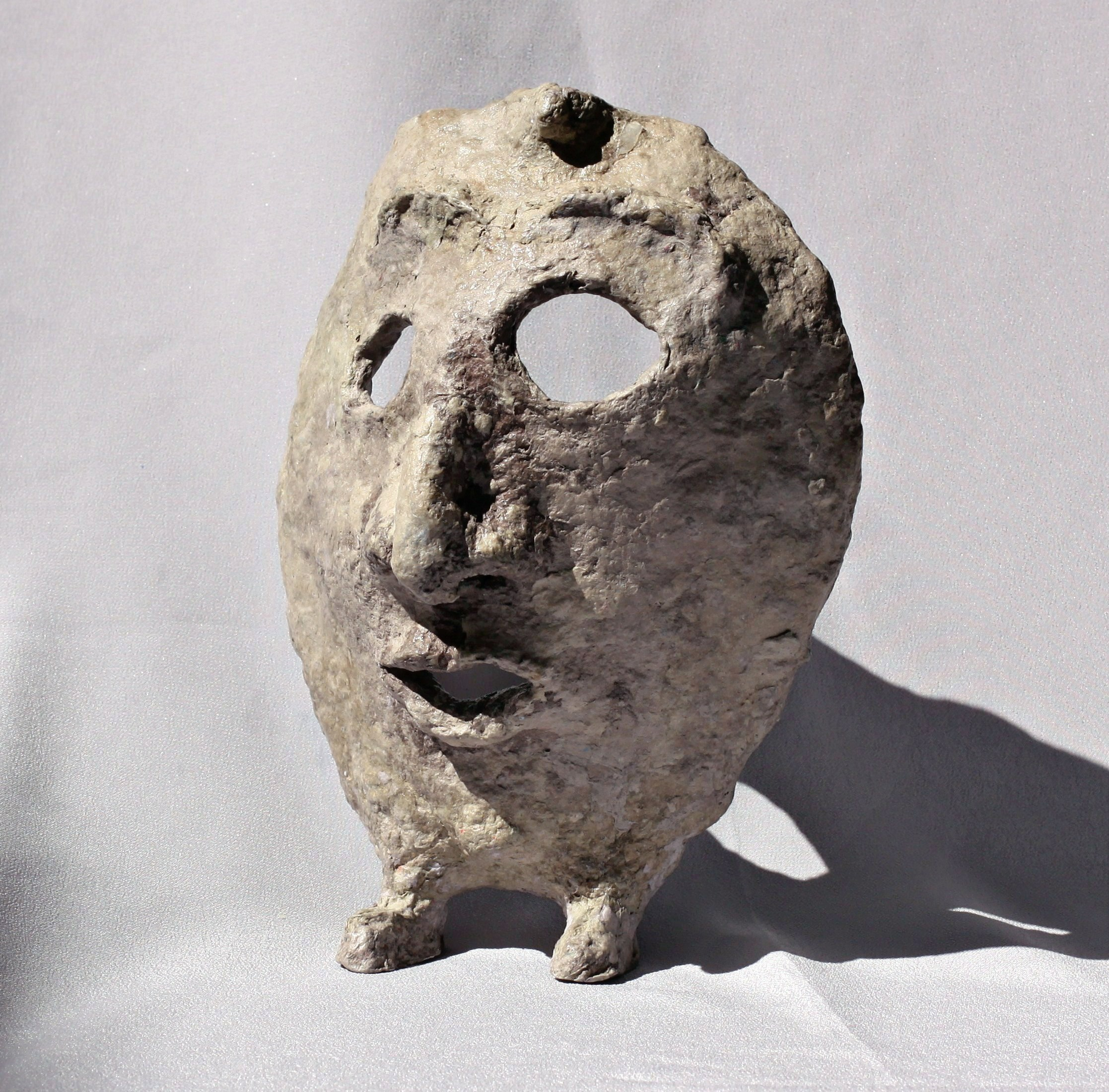
ماسک ساخته‌شده از کاغذ پاپیه ماشه

## علت نام گذاری
پاپیه ماشه در اصل لغتی فرانسوی است به معنای کاغذ فشرده (پاپیه به معنای کاغذ و ماشه (mâché) به معنای مچاله‌شده)، و علت نامگذاری آن این است که کاغذ را پس از خمیر کردن با سریش مخلوط می‌کنند و تحت فشار قرار می‌دهند تا زیرساخت کار تولید شود.

## تاریخچه
برای اطلاعات دقیق‌تر و بیشتر در این مورد نگاه کنید به مقالهٔ تاریخچهٔ پاپیه ماشه
خاستگاه این هنر از کشورهای آسیایی بوده‌است و در قرن ۱۵ میلادی در اروپا از این هنر برای ساخت مجسمه‌های کوچک مذهبی استفاده می‌شده‌است. از جمله مجسمه‌هایی که با این روش ساخته شده‌است، مجسمه غول پیکر نانا است. این هنر در دوره صفویه در ایران رواج یافت و در شهرهای اصفهان و قزوین مراکز عمده تولید این هنر بودند.

## تهیه کاغذ
برای تهیه کاغذی محکم از پاپیه ماشه که بتوان از آن در ساخت وسایل استفاده کرد ابتدا برگ‌های کاغذ آهار نخورده را از دو طرف با سریش آغشته می‌کنند و بهم می‌چسبانند و سپس در قالب‌های فلزی قرار می‌دهند تا در دمای ۱۰۰ درجهٔ فارنهایت (۳۸ درجهٔ سانتی‌گراد) خشک شود. محصول بدست آمده دارای مقاومت و دوام زیاد در برابر رطوبت است.
روش اول ساخت مجسمه پاپیه ماشه
روزنامه یا کاغذ باطله را خرد کنید.

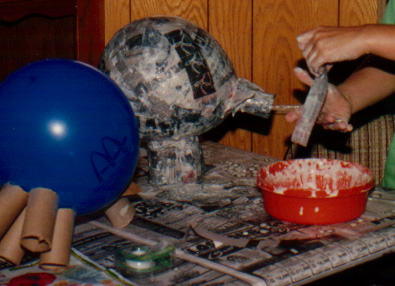
سریش کاری کاغذ برای ساخت مسجمه

مخلوطی از آب و مقداری چسب چوب را در یک ظرف آماده کنید.
روزنامه و کاغذهای باطله‌ای که از قبل خرد کرده‌اید به این مخلوط اضافه کنید.
با استفاده از سیم مفتول یا مقوای ضخیم برای طرح خود اسکلتی آماده کنید.
ترکیب ساخته‌شده را روی اسکلت پیاده‌سازی کنید.
فرایند خشک شدن خمیر مجسمه پاپیه ماشه
با فزایش حجم و وسعت کار، میزان استفاده از خمیر پاپیه ماشه روی اسکلت هم افزایش می‌یابد که در این صورت زمان بیشتری برای خشک شدن آن نیاز دارید. به‌طور کلی خشک شدن خمیر پاپیه ماشه چند روز زمان نیاز دارد.
برای رنگ‌آمیزی این خمیر ابتدا ۲ یا ۳ لایه رنگ سفید را به‌دقت روی اسکلت پیاده کرده و سپس از رنگ‌های دلخواه خود استفاده کنید.

## موارد استفاده
برای اطلاعات دقیق‌تر و بیشتر در این مورد نگاه کنید به مقالهٔ تاریخچه پاپیه ماشه
این هنر بیشتر در مجسمه‌سازی، ساخت قلمدان، قاب قرآن و جلد کتاب به کار می‌رود.